# Biathlon na Zimowych Igrzyskach Olimpijskich 1968 – sztafeta
Biathlonowa sztafeta na Zimowych Igrzyskach Olimpijskich 1968 na dystansie 4x7,5 km odbyła się 15 lutego. Była to druga i ostatnia konkurencja biathlonowa podczas tych igrzysk. Zawody odbyły się na trasach w Autrans niedaleko Grenoble. Do biegu zostało zgłoszonych 14 reprezentacji. 
Tytuł pierwszych w historii mistrzów olimpijskich wywalczyła reprezentacja ZSRR. Wicemistrzami olimpijskimi zostali Norwegowie, a brązowy medal wywalczyli reprezentanci Szwecji.

## Wyniki
| Pozycja | Nr | Reprezentacja                                                                           | Strzelanie | Czas                                      | Strata   |
| ------- | -- | --------------------------------------------------------------------------------------- | ---------- | ----------------------------------------- | -------- |
|         | 4  | ZSRR · Aleksandr Tichonow · Nikołaj Puzanow · Wiktor Mamatow · Władimir Gundarcew       | 2 1 0      | 2:13:02,4 33:28,9 34:07,2 32:53,2 32:33,1 | –        |
|         | 7  | Norwegia · Ola Wærhaug · Olav Jordet · Magnar Solberg · Jon Istad                       | 5 1 2 0 2  | 2:14:50,2 35:12,1 34:06,8 32:26,4 33:04,9 | +1:47,8  |
|         | 12 | Szwecja · Lars-Göran Arwidson · Tore Eriksson · Olle Petrusson · Holmfrid Olsson        | 0          | 2:17:26,3 34:13,3 35:03,8 35:00,0 33:09,2 | +4:23,9  |
| 4       | 2  | Polska · Józef Różak · Andrzej Fiedor · Stanisław Łukaszczyk · Stanisław Szczepaniak    | 4 2 1 0    | 2:20:19.6 36:46,3 36:40,6 34:01,9 32:50,8 | +7:17,2  |
| 5       | 1  | Finlandia · Juhani Suutarinen · Heikki Flöjt · Kalevi Vähäkylä · Arvo Kinnari           | 5 3 1 0 1  | 2:20:41.8 38:05,0 35:57,3 32:52,3 33:47,2 | +7:39,4  |
| 6       | 3  | NRD · Heinz Kluge · Hans-Gert Jahn · Horst Koschka · Dieter Speer                       | 4 1 0 2    | 2:21:54,5 36:48,1 36:22,5 35:22,7 33:21,2 | +8:52,1  |
| 7       | 8  | Rumunia · Gheorghe Cimpoia · Constantin Carabela · Nicolae Bărbășescu · Vilmoș Gheorghe | 4 0 4 0    | 2:25:39,8 36:54,2 34:54,7 38:50,3 35:00,6 | +12:37,4 |
| 8       | 13 | Stany Zjednoczone · Ralph Wakley · Edward Williams · Bill Spencer · John Ehrensbeck     | 8 2 4 1    | 2:28:35,5 36:11,6 38:33,2 37:49,2 36:01,5 | +15:33,1 |
| 9       | 6  | RFN · Herbert Hindelang · Theo Merkel · Xaver Kraus · Gerhard Gehring                   | 6 2 0 2    | 2:29:56,6 40:11,4 35:38,9 37:03,6 37:02,7 | +16:54,2 |
| 10      | 9  | Francja · Daniel Claudon · Serge Legrand · Aimé Gruet-Masson · Jean-Claude Viry         | 10 2 3 2   | 2:31:12,9 37:15,2 38:52,1 38:43,7 36:21,9 | +18:10,5 |
| 11      | 11 | Austria · Paul Ernst · Adolf Scherwitzl · Horst Schneider · Franz Vetter                | 10 1 0 1 8 | 2:33:47,1 37:46,2 37:20,0 38:04,0 40:36,9 | +20:44,7 |
| 12      | 10 | Wielka Brytania · Marcus Halliday · Alan Notley · Peter Tancock · Frederick Andrew      | 9 1 2 5 1  | 2:34:40,9 37:43,6 39:17,2 40:20,8 37:19,3 | +21:38,5 |
| 13      | 14 | Japonia · Isao Ono · Miki Shibuya · Shozo Okuyama · Hajime Yoshimura                    | 9 2 0 5 2  | 2:35:21,0 38:42,3 39:07,5 39:05,1 38:26,1 | +22:18,6 |
| –       | 5  | Kanada · George Ede · Knowles McGill · George Rattai · Esko Karu                        | DNF        | DNF                                       | DNF      |